# Bisogna Saper Perdere / Il Mondo Non È Per Me
Bisogna Saper Perdere / Il Mondo Non È Per Me é um single do cantor e compositor Dick Danello, de 1967.

## Faixas
| N.º            | Título                                  | Duração |  |
| 1.             | "Bisogna Saper Perdere" (Cassia / Cini) | 3:44    |  |
| 2.             | "Il Mondo Non È Per Me" (Dick Danello)  | 2:55    |  |
| Duração total: | Duração total:                          | 6:39    |  |

## Banda
- Dick Danello: voz
- Edmundo Peruzzi Orchestra: todos os instrumentos